# Erling Dalsborg
Erling Dalsborg Pedersen f. Erik Dalsborg Petersen (22. januar 1925 i Nakskov – 20. august 1989) var en dansk skuespiller og sanger.
Han begyndte som korherre ved Nørrebros Teater i 1949 i stykket 'Anni, get your gun' og 'Snowboat'.
I 1980'erne var han på Aarhus Teater og sang i "An der schønen blauen Donau" og var med i "De unges Forbund".

## Filmografi
- Farlig ungdom (1953)
- Far til fire i byen (1956)
- Flintesønnerne (1956)
- Far til fire og onkel Sofus (1957)
- Det lille hotel (1958)
- Klabautermanden (1969)

### Tv-serier
- Rejseholdet (1983) (afsnit 6,11)
- ′′Søndage med Karl og Gudrun′′ (1974)

### Julekalendere
- Jul i Gammelby (1979)

## Ekstern kilde/henvisning
- Erling Dalsborg på Internet Movie Database (engelsk)
- Erling Dalsborg på Filmdatabasen
- Erling Dalsborg på danskefilm.dk
- Erling Dalsborg på danskfilmogtv.dk
- Erling Dalsborg på Svensk Filmdatabas (svensk)
- Erling Dalsborg på The Movie Database (engelsk)